# Marcos Vinícius da Silva Bizarro
Marcos Vinícius da Silva Bizarro (Taquari, 3 de dezembro de 1974), mais conhecido como Dr. Marcos Vinícius, é um médico e político brasileiro. Enquanto filiado ao Partido da Social Democracia Brasileira (PSDB), foi eleito prefeito do município de Coronel Fabriciano no pleito de 2016 e reeleito em 2020. Portanto, tomou posse do cargo do Poder Executivo em 1º de janeiro de 2017.
Ao tomar posse em 2017, rompeu um período de 12 anos consecutivos de mandatos do PT na prefeitura de Coronel Fabriciano. Simultaneamente ao exercício do cargo de prefeito, tornou-se vice-presidente da Frente Nacional de Prefeitas e Prefeitos (FNP), além de integrar a comissão de saúde da Confederação Nacional de Saúde (CNS). Em 2022, tomou posse como presidente da Associação Mineira de Municípios (AMM), da qual já foi vice-presidente.

## Origem e formação
Marcos Vinícius da Silva Bizarro nasceu no município brasileiro de Taquari, no Rio Grande do Sul, em 3 de dezembro de 1974. Foi casado com a também médica Stella Nunes, de quem é divorciado e tem uma filha nascida em 2015. Marcos Vinícius se mudou para Coronel Fabriciano em 2001, município onde exerceu sua formação em medicina com especialização em geriatria e gerontologia. O título de especialista foi obtido com a monografia Promoção da Saúde e Envelhecimento Atenção ao idoso no serviço de pronto atendimento do Hospital Siderúrgica de Coronel Fabriciano MG, concluída na Faculdade de Ciências Médicas de Minas Gerais (FCM-MG) em 2008.
Antes de se eleger prefeito, Marcos Vinícius atuou pelo SUS durante oito anos no então Hospital Siderúrgica (atual Hospital Doutor José Maria Morais), do qual foi diretor, e nas unidades de saúde dos bairros Mangueiras e Santa Terezinha II.

## Vida pública e política

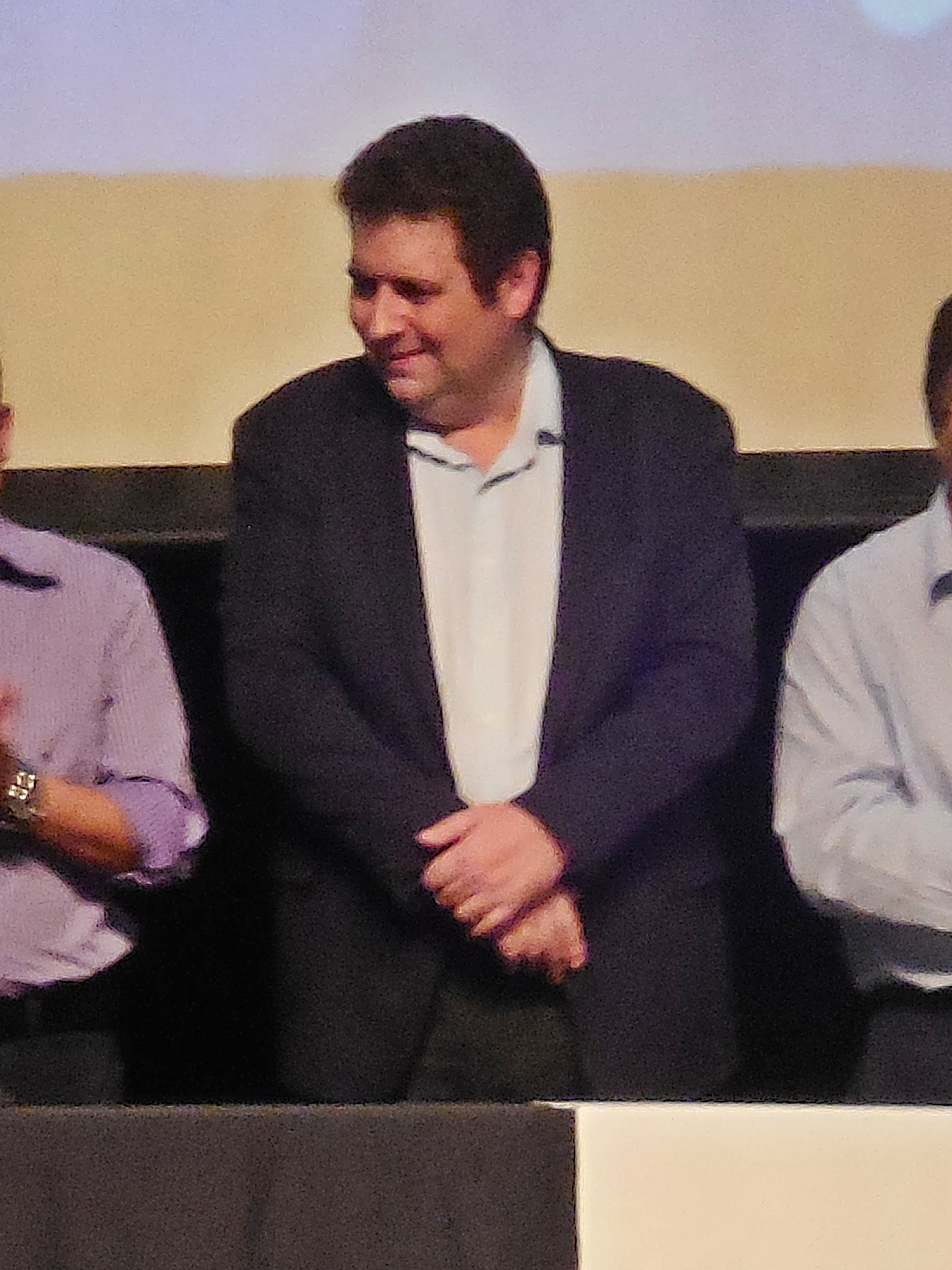
Marcos Vinícius em evento no Unileste em junho de 2017

Durante a atuação como médico Marcos Vinícius começou a se envolver no cenário político de Coronel Fabriciano. Foi candidato a vereador pelo Partido da Social Democracia Brasileira (PSDB) nas eleições de 2008, porém não foi eleito. A candidatura à prefeitura pelo PSDB, por sua vez, foi anunciada durante convenção municipal do partido em 31 de julho de 2016. Veio a ser eleito nas eleições municipais daquele ano com 46,63% das intenções de voto, ao lado do comerciante José Gregório de Paiva Neto como vice-prefeito.
Sua eleição deu fim a 12 anos consecutivos de mandatos do Partido dos Trabalhadores (PT) na prefeitura; sucedeu a Chico Simões, que governou em dois mandatos seguidos entre 2005 e 2012, e Rosângela Mendes, que tomou posse em 2013 e tentava a reeleição, mas ficou em segundo lugar com 29,09% dos votos válidos. A derrota do PT ocorreu nos quatro principais municípios da Região Metropolitana do Vale do Aço, que tinham prefeitos petistas tentando a reeleição em um antigo reduto eleitoral do partido. Em março de 2017, foi escolhido para ser vice-presidente da Associação Mineira de Municípios (AMM), que é uma das principais associações de municípios no Brasil.
Foi reeleito com 83,75% das intenções de voto no pleito de 15 de novembro de 2020, ao lado do vice-prefeito Sadi Lucca (PL). Também natural do Rio Grande do Sul, Sadi é empresário, proprietário da rede de churrascarias Encantado. A chapa teve uma aprovação recorde na cidade e uma das maiores vantagens em relação ao segundo lugar entre os municípios brasileiros nesse pleito. Na segunda colocação, com 10,38%, ficou a chapa composta pelo vereador Marcos da Luz como titular e o ex-prefeito Chico Simões como vice (ambos do PT). Essa eleição estava programada para 4 de outubro, porém foi adiada em todo o Brasil em função da pandemia de COVID-19, cujo contexto fez parte da preparação dos candidatos no país.
Em junho de 2021, Marcos Vinícius chegou a ser cotado por prefeitos do PSDB como um pré-candidato às prévias do partido para a eleição presidencial de 2022, porém o político declinou a ideia de participar do pleito do ano seguinte. Em 2 de junho de 2022, tomou posse como presidente da Associação Mineira de Municípios. Na eleição para presidente em 2022, declarou apoio ao candidato à reeleição Jair Bolsonaro. Em outubro, por causa do apoio de lideranças do PSDB ao candidato Luiz Inácio Lula da Silva (PT) no segundo turno, incluindo o ex-presidente Fernando Henrique Cardoso e o ex-governador de São Paulo José Serra, o prefeito declarou desfiliação do partido. Posteriormente, outros prefeitos peessedebistas de municípios mineiros fizeram o mesmo, como André Merlo (de Governador Valadares) e Hélio Campos (Ouro Branco).
Nas eleições municipais de 2024, Marcos Vinícius apoiou a candidatura de seu vice Sadi Lucca (PL), inclusive os dois apareceram juntos em parte da campanha eleitoral. Sadi Lucca acabou eleito com 68,52% dos votos válidos, sucedendo assim a Marcos Vinícius. No segundo lugar da votação ficou Stella Nunes (MDB), ex-mulher de Marcos, com 23,66% dos votos. Ao fim do segundo mandato do prefeito, uma pesquisa encomendada pelo Diário do Aço mostrou que 52% dos entrevistados consideravam que o governo foi ótimo, 38,5% bom, 4% regular, 1,2% ruim e 1,3% péssimo.

### Prefeitura de Coronel Fabriciano

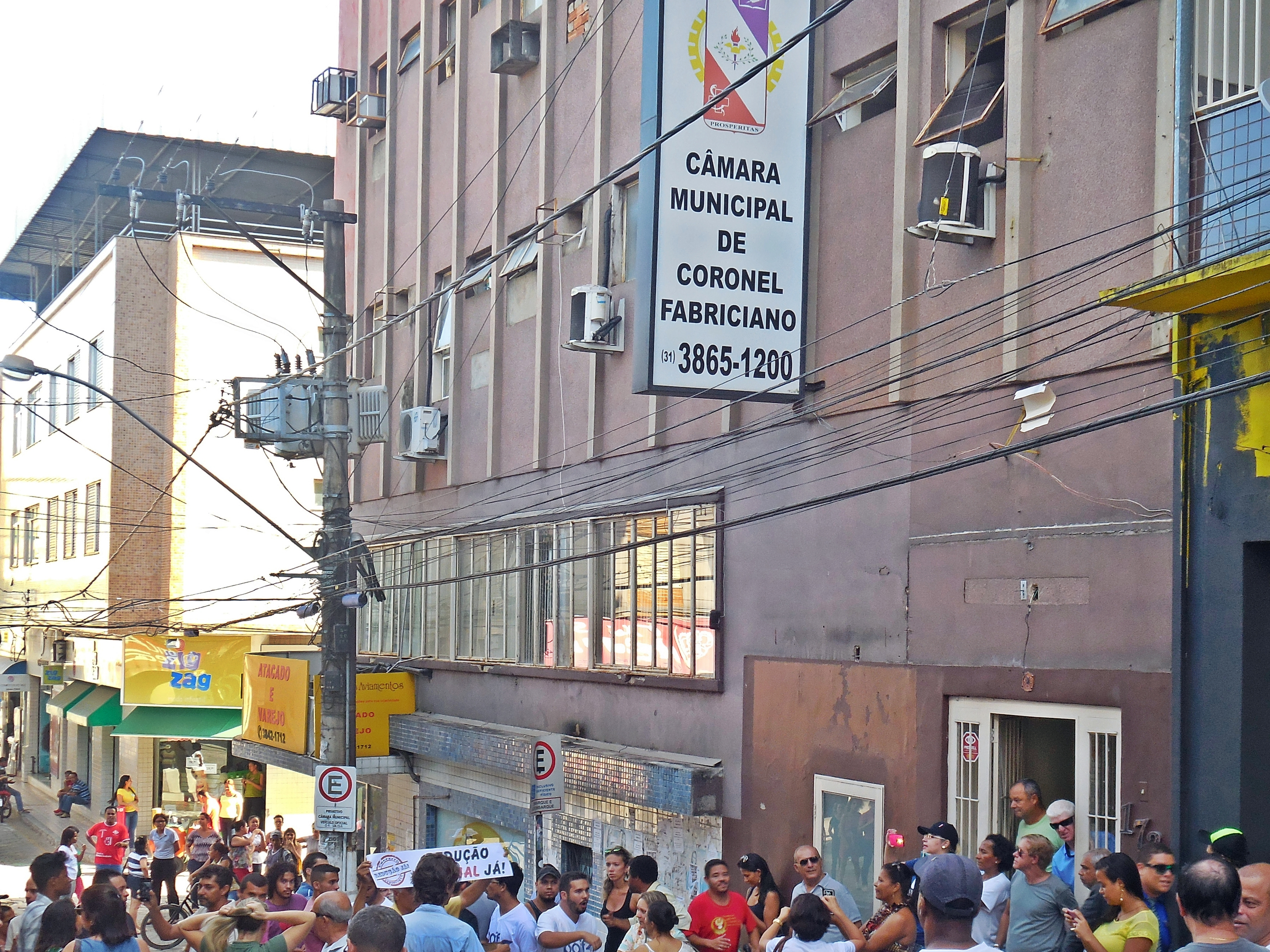
Protesto em frente à Câmara Municipal contra aumento salarial dos vereadores em 16 de março de 2017. Mais tarde, o prefeito vetou o reajuste.

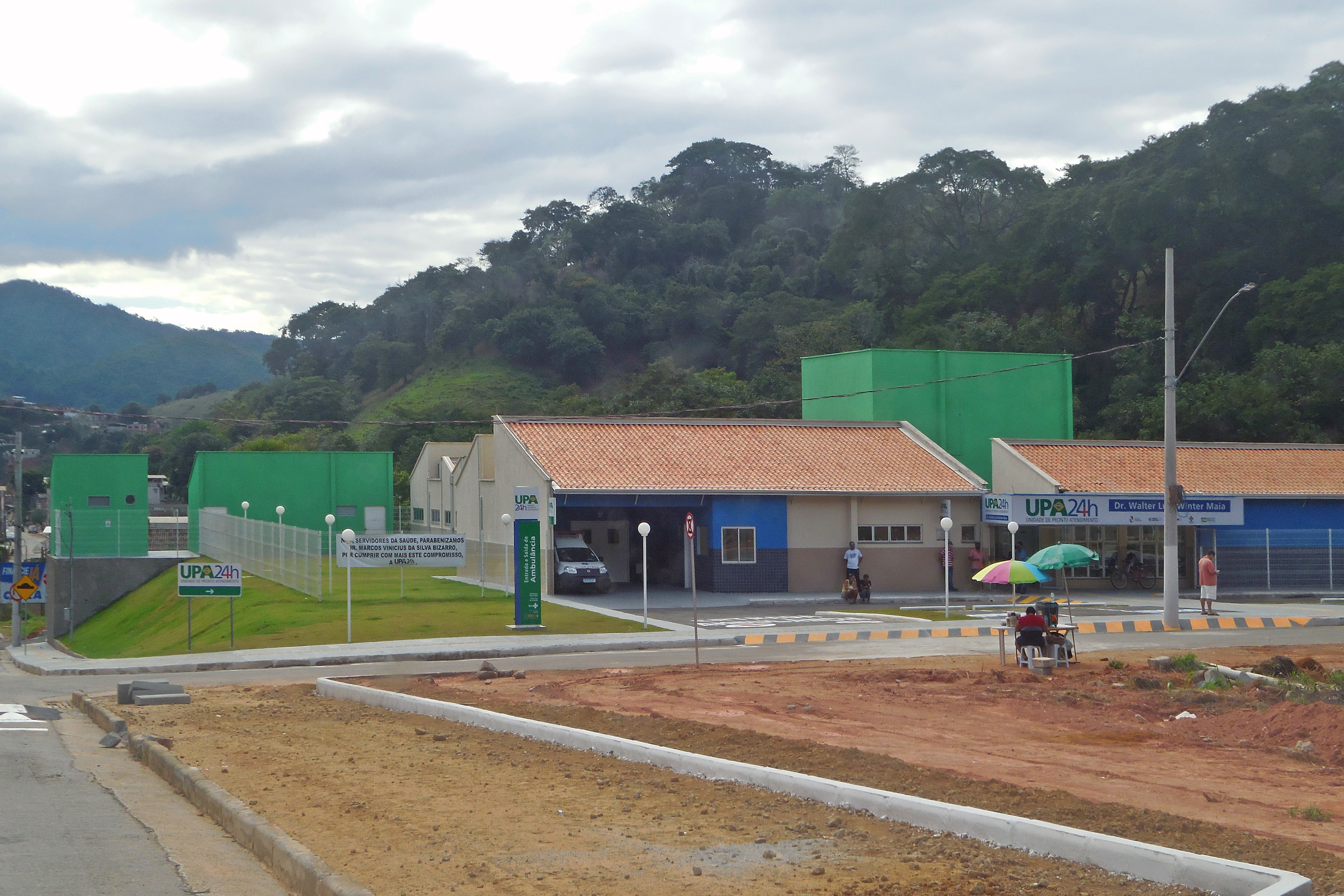
UPA Doutor Walter Luiz Winter Maia, concluída em 2020.

Após eleito, Marcos Vinícius diminuiu o número de secretarias do município de 16 para 11. Também vetou o aumento salarial dos vereadores, que havia sido aprovado pela própria Câmara Municipal sob protestos no dia 16 de março de 2017. O veto do Executivo foi mantido pelo então presidente da câmara Leandro Xingó, após o projeto retornar para tramitação do Legislativo.
Em abril de 2017, sua gestão implantou o chamado Corujão da Saúde, que consiste em consultas médicas especializadas fora do horário comercial (até às 22 horas) pelo SUS em unidades básicas de saúde, atendendo assim à demanda da população que trabalha durante o dia. Em 2019, o programa concorreu ao Prêmio Cidades Sustentáveis, na categoria Acesso a Serviços em saúde, educação e infraestrutura, realizado pelo Programa Cidades Sustentáveis e pela Oxfam Brasil. Em maio de 2017, a prefeitura assumiu a gestão do até então Hospital São Camilo (antigo Hospital Siderúrgica), que corria risco de fechamento, tendo executado reformas e reestruturação e alterando sua denominação para Hospital Doutor José Maria Morais. Já em 2018 foi anunciada a construção de uma Unidade de Pronto Atendimento (UPA) próxima ao bairro Sílvio Pereira II, planejada para funcionar 24 horas. O centro de saúde, denominado UPA Doutor Walter Luiz Winter Maia, veio a ser inaugurado em 2020.
Em julho de 2018, Marcos Vinícius e o secretário de governança educacional Carlos Alberto Serra Negra foram selecionados para apresentar um trabalho de educação inclusiva desenvolvido nas escolas da rede pública municipal no 7º Congresso Internacional de Educação e Aprendizagem em Paris, na França. Após a viagem para o cumprimento de agenda política, a prefeitura foi questionada por ter transferido o Poder Executivo ao secretário municipal de governança, Everton Campos, em vez do vice-prefeito José Gregório. O prefeito efetivo alegou que o vice era pré-candidato a deputado estadual nas eleições de 2018 e por isso não poderia assumir a prefeitura. No entanto, uma liminar concedeu a chefia ao vice durante a ausência do titular.
Entre 2018 e 2019, também ocorreu a construção de 788 unidades habitacionais mediante convênio com a Caixa Econômica Federal, sendo 500 no bairro São Vicente (Residencial Buritis) e 288 no Contente (Contente I). Trata-se do maior pacote de obras de habitação popular na cidade desde a construção do Sílvio Pereira I e Sílvio Pereira II, na década de 80. Outro feito foi a conclusão da Avenida Maanaim, onde foi instituída uma Operação Urbana Consorciada em 30 de abril de 2019, o que consolidou a orientação de um novo eixo de crescimento urbano em Coronel Fabriciano.

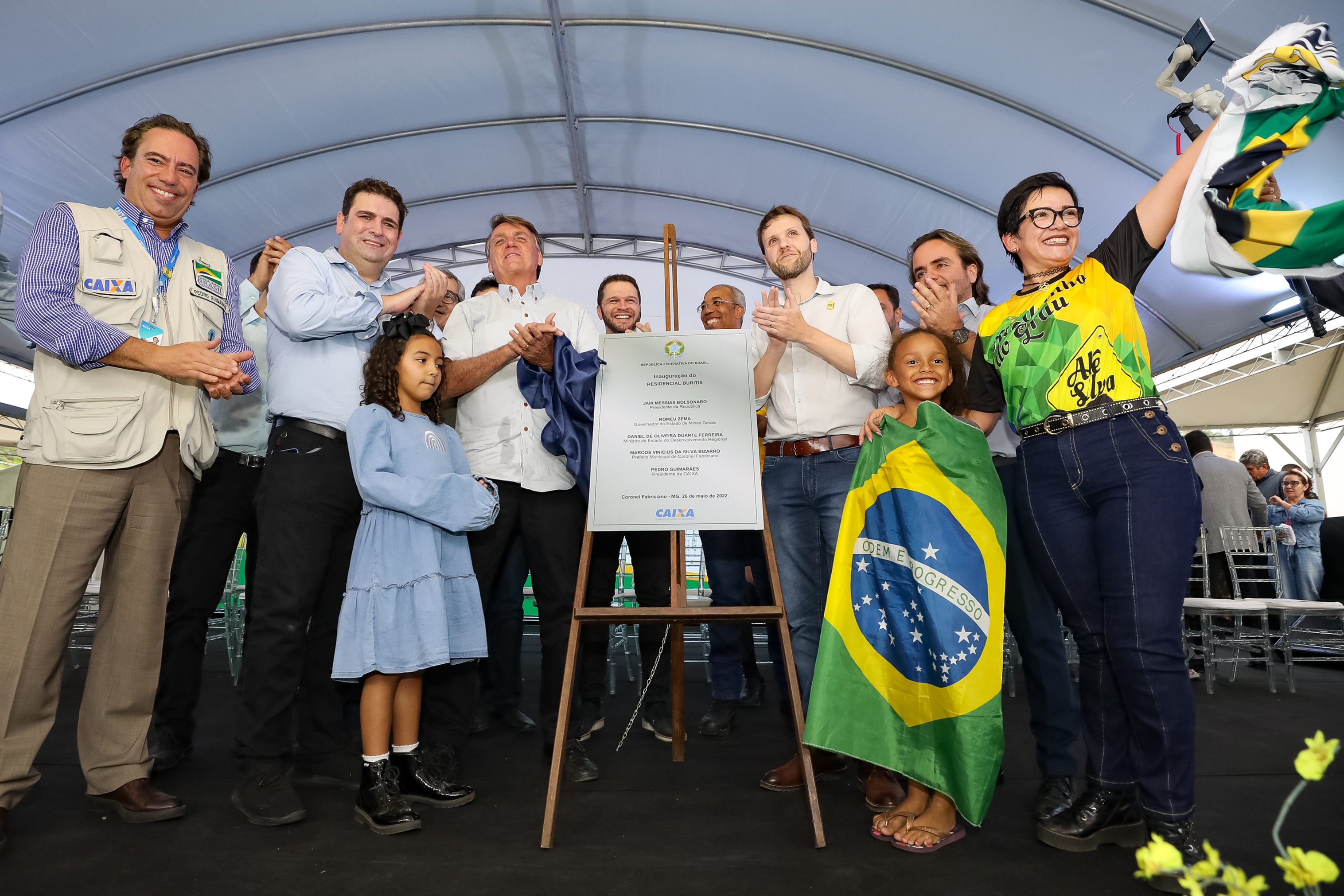
Marcos Vinícius (o segundo, da esquerda para a direita) com o então presidente Jair Bolsonaro à sua direita, durante a entrega do Residencial Buritis, em 26 de maio de 2022.

Em 2021, o político anunciou o início da revitalização da pavimentação das ruas do Centro de Fabriciano e de bairros próximos, com a substituição do piso de bloquetes por pavimentação asfáltica. Os blocos foram aproveitados na pavimentação de estradas da Serra dos Cocais, onde se encontram comunidades rurais. Em 26 de maio de 2022, Marcos Vinícius recebeu o então presidente Jair Bolsonaro para a inauguração do Residencial Buritis no bairro São Vicente.
Em janeiro de 2023, o prefeito deu início à reconstrução do Trevo Pastor Pimentel (viaduto), que representa a intercessão das principais avenidas de Coronel Fabriciano (a Tancredo Neves sobre a Magalhães Pinto). Construído na década de 1960, o local era palco de constantes acidentes e interdições devido à baixa altura, que deixava caminhões bloqueados. As obras contemplaram a demolição da estrutura antiga para elevação da altura e alargamento das vias, com reinauguração marcada para 2024.

#### Pandemia de COVID-19
Em junho de 2020, durante a pandemia de COVID-19, o prefeito criticou a pretensão do governador Romeu Zema de decretar lockdown nos municípios do Vale do Aço e o fechamento do comércio. Na ocasião, Marcos Vinicius alegou que o município se preparou para a fase mais crítica da epidemia e que o governo estadual não compensaria a paralisação econômica com investimentos em saúde. Apesar da suspensão das aulas presenciais, o gestor determinou que os professores da rede municipal voltassem a trabalhar presencialmente no meio de 2020, situação que foi contestada por trabalhadores da área e pela Central Única dos Trabalhadores (CUT).
Em março de 2021, diante do agravamento da pandemia, a administração decidiu manter o funcionamento de escolas e todo o comércio, mas uma decisão do Tribunal de Justiça do Estado de Minas Gerais (TJMG) obrigou o município a aderir à "Onda Roxa" do governo estadual no dia 26, forçando assim o fechamento das instituições de ensino e do comércio "não essencial" contra a decisão do gestor. Todo o Vale do Aço permaneceu na Onda Roxa, a mais restritiva, de 17 de março a 23 de abril de 2021, quando avançou para a "Onda Vermelha".

## Condecorações
Em 31 de outubro de 2019, recebeu do governo estadual a Medalha Santos Dumont, concedida devido à relevância dos serviços prestados no estado. Já em 21 de abril de 2022, recebeu a Medalha de Honra da Inconfidência. Em 12 de setembro de 2022, recebeu a Grande Medalha JK, também concedida pelo governo de Minas Gerais.